# دانشگاه کیس وسترن رزرو

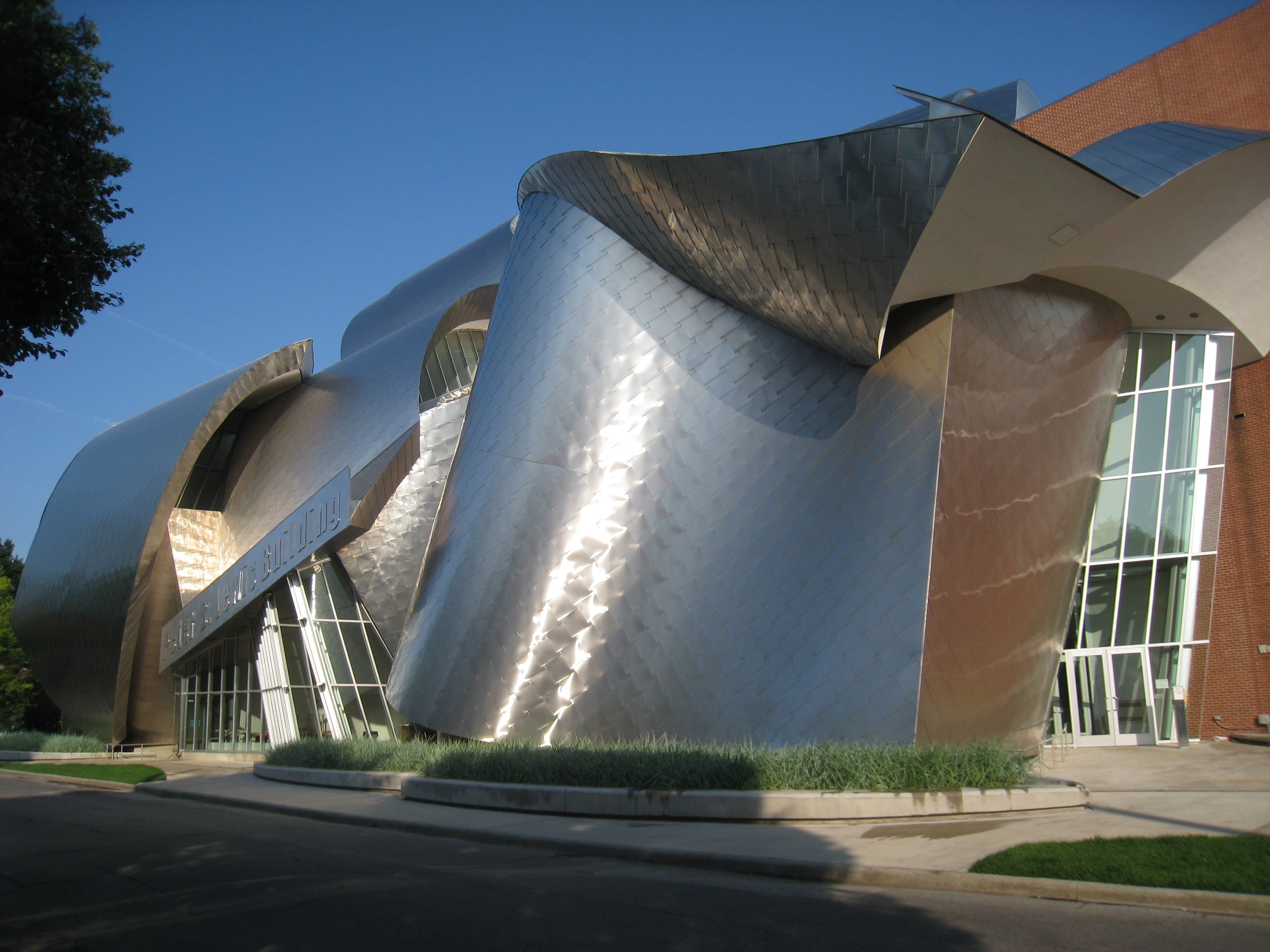
ساختمان پیتر بی. لوئیس دانشگاه، اثر فرنک گری

دانشگاه کیس وسترن رزرو (به انگلیسی: Case Western Reserve University) یک دانشگاه تحقیقاتی خصوصی در شهر کلیولند واقع در ایالت اوهایو آمریکا است که در سال ۱۸۲۶ میلادی تأسیس شده‌است.
در رده‌بندی نشریه یواس‌نیوز در سال ۲۰۲۰، دانشگاه کیس وسترن رزرو با رتبه ۴۰ در بین دانشگاه‌های ملی آمریکا و ۱۵۵ در بین دانشگاه‌های جهانی قرار گرفت. تاکنون هفده برنده جایزه نوبل در رشته‌های مختلف وابسته به دانشگاه کیس وسترن رزرو بوده‌اند. نخستین دانشجوی ایرانی این دانشگاه حکیم داوید یوخنا (متولد ارومیه) نام داشت که در سال ۱۸۹۵ برای گرفتن دکترای پزشکی از ایران به آمریکا عزیمت کرد.

## دپارتمان‌های دانشگاه
این دانشگاه از ۸ دانشکده تشکیل شده‌است:
- دانشکده هنر و علوم (۱۸۲۶)
- دانشکده دندانپزشکی (۱۸۹۲)
- دانشکده مهندسی (۱۸۸۰)
- دانشکده حقوق (۱۸۹۲)
- دانشکده مدیریت (۱۹۵۲)
- مدرسه پزشکی
- دانشکده پرستاری (۱۸۹۸)
- دانشکده علوم اجتماعی کاربردی(۱۹۱۵)

## رتبه‌بندی
بر اساس رتبه‌بندی US News دانشگاه کیس وسترن رزرو در رتبه ۱۵۵ جهان قرار دارد. سیستم رتبه‌بندی شانگهای این دانشگاه را در میان رتبه ۱۰۱–۱۵۰ قرار داده‌است. دانشگاه کیس وسترن رزرو بر اساس رتبه‌بندی نشریه تایمز در جایگاه ۱۱۸ جهان در سال ۲۰۲۰ قرار گرفته‌است.

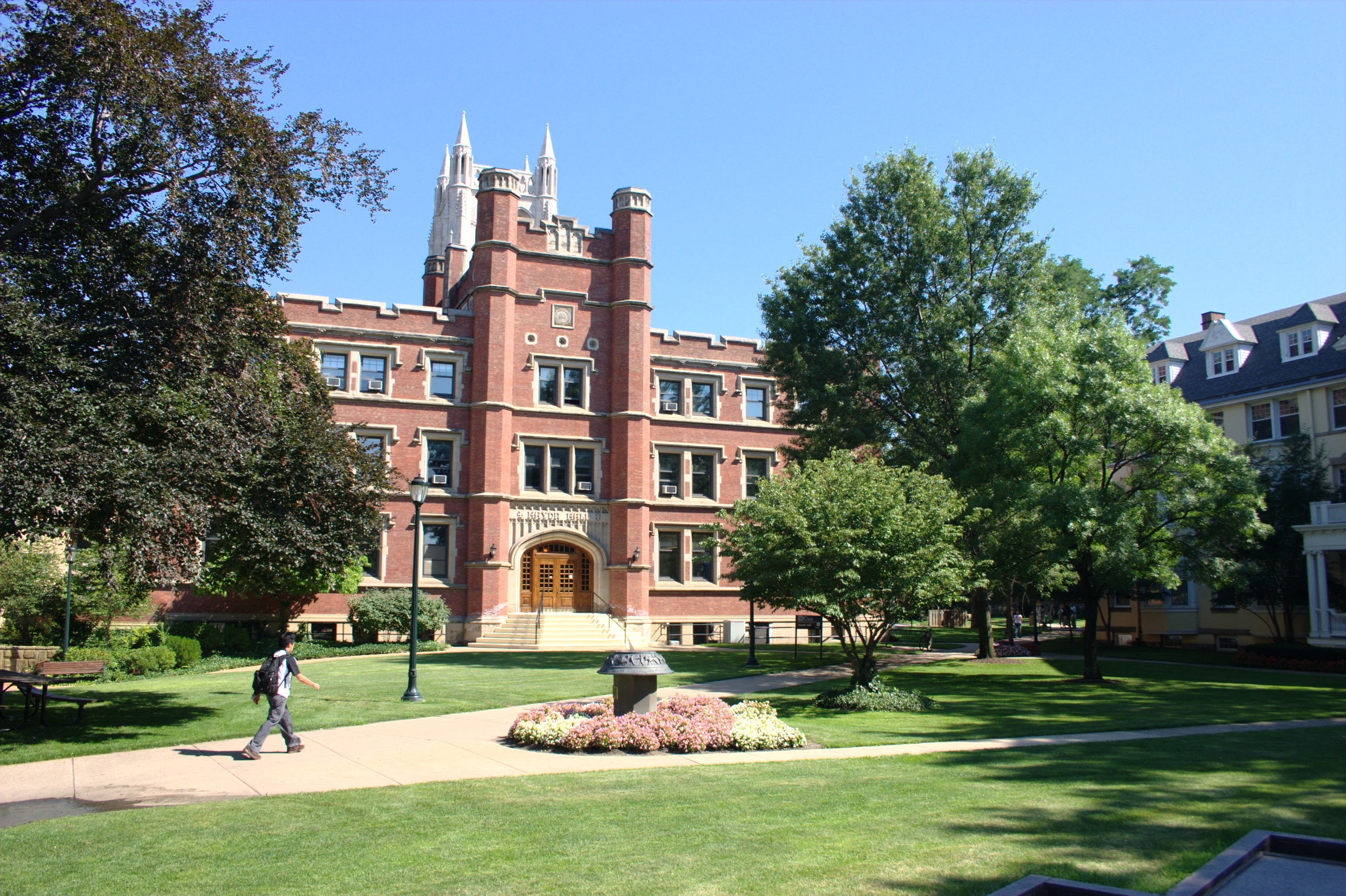
نمایی از ساختمان «هایدن»